# Ig (Slovenia)
Ig (in passato anche Studenec e in tedesco Brunndorf) è un comune di 6 202 abitanti della Slovenia centrale, situato a 10,5 km a sud di Lubiana.
Il comune di Ig fu reistituito nel 1995, per scorporo da Vič-Rudnik, una delle cinque municipalità costituenti l'Assemblea Civica delle Municipalità di Lubiana. Ig è oggi un centro piuttosto industrializzato, ma un tempo era attorniato da una zona paludosa, come testimonia lo stemma comunale.

## Storia
In epoca asburgica l'attuale territorio comunale era suddiviso nei comuni catastali di Studenec (ted. Brunndorf), Dobravica (ted. Dobrauza), Golo (ted. Golu o Gollu), Zapotok (ted. Sapotok), Iška Vas (ted. Iggdorf o Jggdorf), Vrbljane (o Verbljene, ted. Werblene o Verblene), Tomišelj (ted. Tomischl o Tomischel) e Iška Loka (ted. Igglack o Jgglack). Successivamente Studenec inglobò il comune di Dobravica; mentre Golo e Zapotok entrarono a far parte del comune di Želimlje (ted. Schelimle).
Dal 1941 al 1943, durante il periodo di occupazione italiana, ha fatto parte della Provincia di Lubiana.